# Kruševica (gmina Vlasotince)
Kruševica (cyr. Крушевица) – wieś w Serbii, w okręgu jablanickim, w gminie Vlasotince. W 2011 roku liczyła 379 mieszkańców.